# Llàgrimes de Job
Les llàgrimes de Job (Coix lacryma-jobi) és una planta tropical de la família de les poàcies (Poaceae) originària del sud-est d'Àsia, des del subcontinent indi fins Taiwan i la península de Malàisia però també conreada en jardins i ha estat introduïda a moltes parts del món, Europa occidental, Àfrica, Amèrica del Sud i Central i el Sud i l'est d'Amèrica del Nord. La forma de les seves llavors recorda la de les llàgrimes i Job és un personatge bíblic conegut per haver patit molt.

## Usos
- En medicina tradicional xinesa es diu Yi Yi Ren i es considera diurètica.[3]
- Es fa servir per fer el licor anomenat Baijiu.